# 42-й меридіан східної довготи
42-й меридіан східної довготи — лінія довготи, що лежить на 42 градусів східніше Гринвіцького меридіана. Вона проходить від Північного полюса через Північний Льодовитий океан, Європу, Азію, Африку, Індійський океан, Південний океан та Антарктиду до Південного полюса.
42-й меридіан східної довготи формує велике коло разом із 138-мим меридіаном західної довготи.

## Список географічних об'єктів, що перетинає 42° сх. д.
Починаючи на Північному полюсі та рухаючись до Південного полюса, 42-й меридіан східної довготи проходить через:
| Координати                                                 | Країна, територія або море | Примітки                                                                                             |
| ---------------------------------------------------------- | -------------------------- | --- |
| 90°0′ пн. ш. 42°0′ сх. д. / 90.000° пн. ш. 42.000° сх. д.  | Північний Льодовитий океан | |
| 80°30′ пн. ш. 42°0′ сх. д. / 80.500° пн. ш. 42.000° сх. д. | Баренцове море             | |
| 68°29′ пн. ш. 42°0′ сх. д. / 68.483° пн. ш. 42.000° сх. д. | Біле море                  | |
| 66°23′ пн. ш. 42°0′ сх. д. / 66.383° пн. ш. 42.000° сх. д. | Росія                      | Проходить через Ставрополь                                                                           |
| 43°13′ пн. ш. 42°0′ сх. д. / 43.217° пн. ш. 42.000° сх. д. | Республіка Абхазія         | Проходить через частково визнану Абхазію, окуповану Росією територію Грузії · Проходить через Сухумі |
| 43°1′ пн. ш. 42°0′ сх. д. / 43.017° пн. ш. 42.000° сх. д.  | Грузія                     | |
| 41°30′ пн. ш. 42°0′ сх. д. / 41.500° пн. ш. 42.000° сх. д. | Туреччина                  | |
| 37°10′ пн. ш. 42°0′ сх. д. / 37.167° пн. ш. 42.000° сх. д. | Сирія                      | |
| 36°44′ пн. ш. 42°0′ сх. д. / 36.733° пн. ш. 42.000° сх. д. | Ірак                       | |
| 31°9′ пн. ш. 42°0′ сх. д. / 31.150° пн. ш. 42.000° сх. д.  | Саудівська Аравія          | |
| 17°42′ пн. ш. 42°0′ сх. д. / 17.700° пн. ш. 42.000° сх. д. | Червоне море               | |
| 16°51′ пн. ш. 42°0′ сх. д. / 16.850° пн. ш. 42.000° сх. д. | Саудівська Аравія          | Проходить через острови Фарасан                                                                      |
| 16°38′ пн. ш. 42°0′ сх. д. / 16.633° пн. ш. 42.000° сх. д. | Червоне море               | |
| 13°48′ пн. ш. 42°0′ сх. д. / 13.800° пн. ш. 42.000° сх. д. | Еритрея                    | |
| 12°50′ пн. ш. 42°0′ сх. д. / 12.833° пн. ш. 42.000° сх. д. | Ефіопія                    | |
| 11°52′ пн. ш. 42°0′ сх. д. / 11.867° пн. ш. 42.000° сх. д. | Джибуті                    | |
| 10°55′ пн. ш. 42°0′ сх. д. / 10.917° пн. ш. 42.000° сх. д. | Ефіопія                    | |
| 4°6′ пн. ш. 42°0′ сх. д. / 4.100° пн. ш. 42.000° сх. д.    | Сомалі                     | |
| 0°59′ пд. ш. 42°0′ сх. д. / 0.983° пд. ш. 42.000° сх. д.   | Індійський океан           | Мозамбіцька протока                                                                                  |
| 60°0′ пд. ш. 42°0′ сх. д. / 60.000° пд. ш. 42.000° сх. д.  | Південний океан            | |
| 68°22′ пд. ш. 42°0′ сх. д. / 68.367° пд. ш. 42.000° сх. д. | Антарктида                 | Проходить через Землю Королеви Мод (претендує Норвегія)                                              |